# Борер, Макс
Макс Борер (нем. Maximilian Kaspar Anton Bohrer; 28 сентября 1785, Мюнхен — 28 февраля 1867, Штутгарт) — немецкий виолончелист.

## Биография
Родился 28 сентября 1785 года в Мюнхене. Сын контрабасиста Иоганна Каспара Борера (1743—1809). Братья Борера также были музыкантами, и прежде всего скрипач Антон Борер. В Мюнхене занимался под руководством Антона Шварца.
До 1805 года четыре брата Борера выступали как семейный квартет, однако в 1805 году двое братьев, Петер и Франц, умерли. Антон и Макс продолжили выступать вместе и женились на сёстрах. В 1810—1814 годах состоялись их продолжительные гастроли по Австрии, Польше, России, Скандинавии и Англии, в 1815 году по Франции, в 1820 году по Италии . В последний раз братья концертировали вместе в 1842—1843 годах в США. В качестве пианистки выступления Борера нередко сопровождала его жена Луиза Дюлькен (1803—1857), внучка певицы Франчески Лебрен и дочь пианистки Софии Лебрен-Дюлькен, а затем и их дочь София Борер (1828—1899).
С 1830 года солист Штутгартской придворной капеллы. Продолжал концертировать по Европе и после смерти брата в 1852 году. По исполнительской манере был близок к Бернхарду Ромбергу, заметившему однажды, что если, слушая игру Борера, он закрывает глаза, то ему начинает казаться, что играет он сам.
Бореру посвящена Большая соната для виолончели и фортепиано Хелен Либман.
Умер 28 февраля 1867 года в Штутгарте.